# Michael Udow
Michael William Udow (* 10. März 1949 in Detroit) ist ein US-amerikanischer Perkussionist, Musikpädagoge und Komponist.

## Leben
Udow hatte als Kind zunächst Klavierunterricht, bevor er zur Perkussion wechselte. Er spielte als Jugendlicher im Wichita Youth Orchestra und studierte ab 1967 an der University of Illinois. Er führte hier Ben Johnstons Knocking Piece (mit Jocy de Oliveira) und Morton Feldmans King of Denmark (mit zwei Tänzern aus Merce Cunninghams Truppe) auf und erhielt für seine Komposition Seven Textural Settings of Japanese Haiku den BMI Student Composers Prize.
Er ging dann als Fulbright-Stipendiat nach Polen und tourte nach seiner Rückkehr mit der Blackearth Percussion Group durch die USA. An der University of Illinois setzte er sein Studium fort, das er 1978 als Doctor of Musical Arts im Fach Perkussion abschloss. Von 1968 bis 2009 war Udow Erster Perkussionist im Orchester der Santa Fe Opera, außerdem von 1982 bis zu seiner Emeritierung 2011 Professor an der University of Michigan.
Nach seiner Emeritierung wandte sich Udow verstärkt der Komposition zu. Zu seinen Lehrern als Komponist zählt er u. a. Warren Benson, Herbert Brün, Edwin London, Thomas Fredrickson, Paul Steg und Włodzimierz Kotoński, beeinflusst ist er auch von Salvatore Martirano, Ben Johnston, Gordon Binkerd, Morgan Powell und Neely Bruce. Neben zwei Opern (The Shattered Mirror und Twelve Years a Slave) komponierte er Orchesterwerke (u. a. ein Konzert für Perkussion), Filmmusiken, Kammermusik und Werke für Soloinstrumente.

## Weblink
- Michael Udows Homepage